# معکوس اول
معکوس اول (انگلیسی: First inversion)، یک آکورد سه‌صدایی، آکورد هفت یا آکورد نهم است که در آن سوم آکورد در بخش باس و پایه آکورد به فاصلهٔ ششم در بالای آن قرار دارد.
مثال: به ترتیب آکورد دو ماژور به حالت پایگی، معکوس اول (نت پایه به یک اکتاو بالاتر منتقل شده‌است) و معکوس دوم (پنجم آکورد در بخش باس قرار گرفته‌است).
آکورد هفت نمایان روی نت سل که معکوس اول (نت سی) در بخش باس قرار دارد.